# ボカウエ駅
座標: 北緯14度48分1.23秒 東経120度55分53.58秒 / 北緯14.8003417度 東経120.9315500度
ボカウエ駅(タガログ語: Estasyon ng Bocaue)は、ブラカン州ボカウエにあるフィリピン国鉄北方本線の鉄道駅。北方本線の駅であったが1988年に廃止された。現在はノースサウス・コミューター・レールウェイの第1期区間の駅として再建が進められている。古い駅も保存される。

## 歴史
駅は1984年に一度閉鎖されたものの、1990年代にメトロトレン計画で再度使われるようになったが、ほどなくして北方本線の閉業と同時に再度閉鎖された。
駅はノースレールプロジェクトでも再建計画があり、単線路線を高架の複線に改築して、軌間を狭軌から標準軌に変換し、マニラからブラカン州マロロス、アンヘレス市、クラーク経済特区、クラーク国際空港へ接続する計画である。計画は2007年に始まったが、何度も中断されることとなり2011年に中止された。

## 註釈
1. ↑  bw_mark. “PNR evaluating train service to Nueva Ecija | BusinessWorld” (英語). 2019年4月24日閲覧。
2. ↑  Paz, Chrisee Dela. “17 stations of Manila-Clark Railway announced” (英語). Rappler. 2017年6月27日時点のオリジナルよりアーカイブ。2019年4月24日閲覧。
3. ↑  Romero, Maria (2021年3月8日). “PNR Clark Phase 1 almost 50% complete–DoTr” 2021年3月9日閲覧。
4. ↑  INQUIRER.net. “PNR to preserve old train stations in Bulacan” (英語). newsinfo.inquirer.net. 2020年4月18日閲覧。
5. ↑  “Brief history of PNR”.   Philippine National Railways (February 27, 2009). 2009年2月27日時点のオリジナルよりアーカイブ。2011年11月4日閲覧。
6. ↑  “Metrotren Inaugural”. Manila Chronicle. (1990年5月11日) 2021年5月6日閲覧。
7. ↑  News, ABS-CBN. “Off track: Northrail timeline”. ABS-CBN News. 2019年2月17日閲覧。
8. ↑  Landingin, Roel. “Chinese foreign aid goes offtrack in the Philippines”.   PCIJ (Philippine Center for Investigative Journalism). 2012年4月25日時点のオリジナルよりアーカイブ。2011年10月20日閲覧。
9. ↑  “Philippines: China-funded Northrail project derailed” (英語). Financial Times. 2019年2月17日閲覧。